# Poul Henning
 Der er for få eller ingen kildehenvisninger i denne artikel, hvilket er et problem. Du kan hjælpe ved at angive troværdige kilder til de påstande, som fremføres i artiklen.

Poul Henning (født 22. april 1954) er en dansk sanger, sangskriver og musiker, som gennem mere end 30 år har turneret i ind- og udland.
Han er bosat i Vestjylland, hvorfor Vesterhavet er en vigtig faktor i hans sange og billeder.
Poul Hennings sange er fortrinsvis indenfor dansktop og country-genren. Han har i disse genrer udgivet flere cd'er, og fik i 2007 tilladelse til at oversætte den legendariske Always On My Mind, som Willie Nelson udødeliggjorde. Den danske udgave kom til at hedde "Altid i mit sind".
I 2011 har Poul Henning været yderst produktiv. Han har udgivet 4 cd'er: En single med titlen "Jeg vil gi' dig en rose", skrevet af Jes Jessen, en cd med titlen "Roser, roser og..." samt en jule-dobbelt-cd, hvor den ene bl.a. indeholder sange skrevet af Agnethe & Poul Henning og den anden er en instrumental-cd med mange af de dejligste julemelodier.